# Higashichaya (Kanazawa)

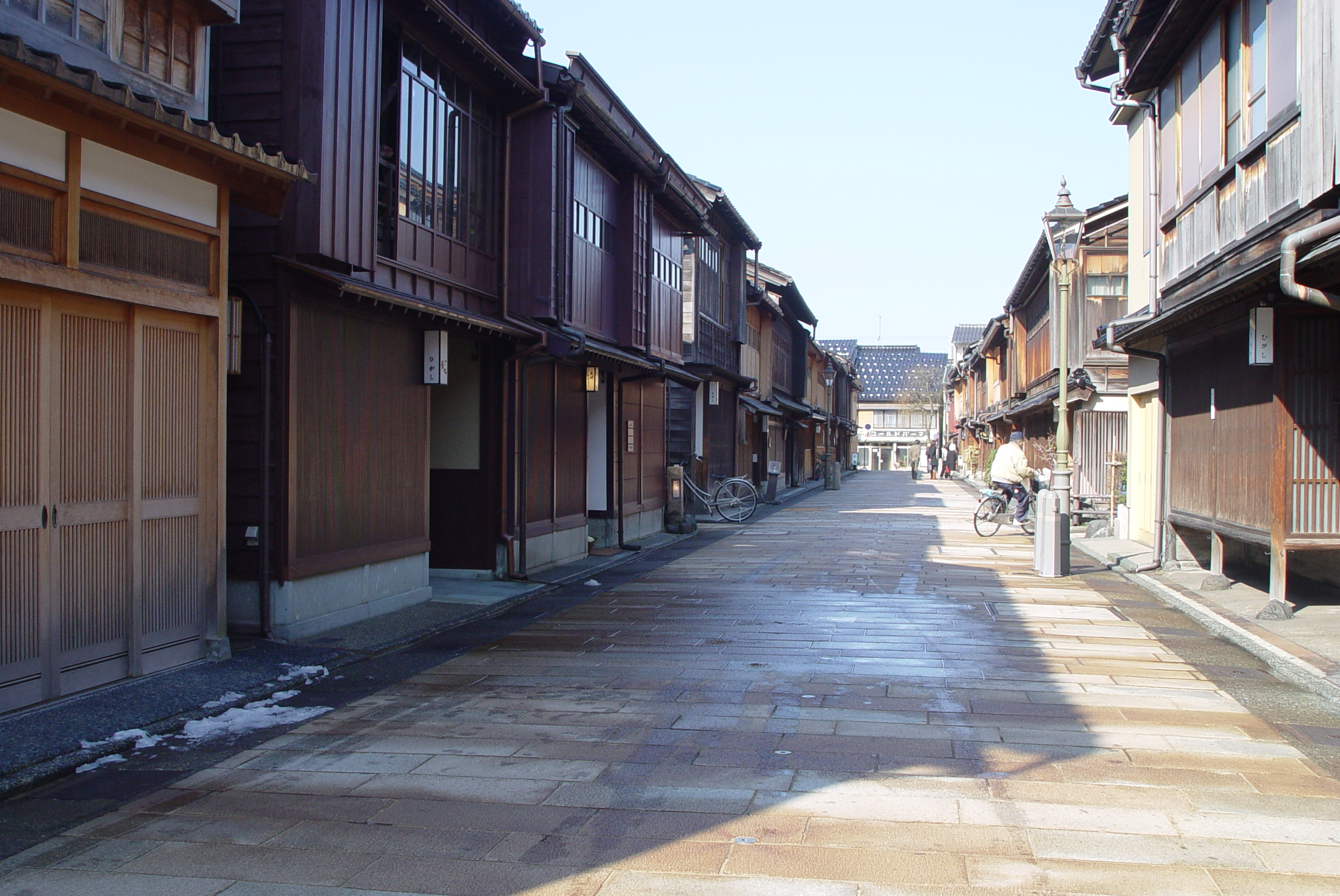
Vista de la calle principal del distrito "Higashi　Chaya" en Kanazawa

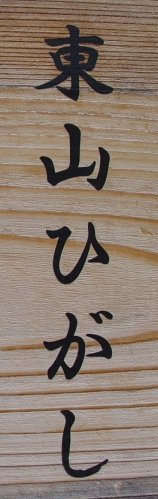
ひがし茶屋

Higashi chaya (en japonés:ひがし茶屋; Higashichaya) Es un distrito localizado en la ciudad de Kanazawa, en la Prefectura de Ishikawa, en Japón. Es un distrito que se caracteriza por su estilo arquitectónico tradicional de la época Edo, caracterizado por ser un lugar donde habitaban geishas　y donde se puede disfrutar del tradicional té (cha, 茶) japonés.

## Historia
En el período Edo había muchas casas de té alrededor de los puentes que cruzaban el río Asano y el río Sai, a lo largo del corredor mokkoku, el cual era el camino que dirigía al Castillo-ciudad de Kanazawa.
En 1820, el distrito fue aprobado por el gobierno del Feudo Kaga como un área de diversiones occidentales, a lo largo del distrito oeste de los placeres occidentales. Aquí, la gente disfrutaba el entretenimiento proveído por las geishas, en la forma de baile y música.
Las fachadas de madera enrejada y los cuartos de recepción de dos pisos con un mirador son características de las construcciones del fin de la era Edo. La atmósfera más antigua está aún viva en esta área en el atardecer, cuando se puede ver geishas afuera de las casas y se pueden escuchar tonos de música de flauta y shamisen.

## Galería

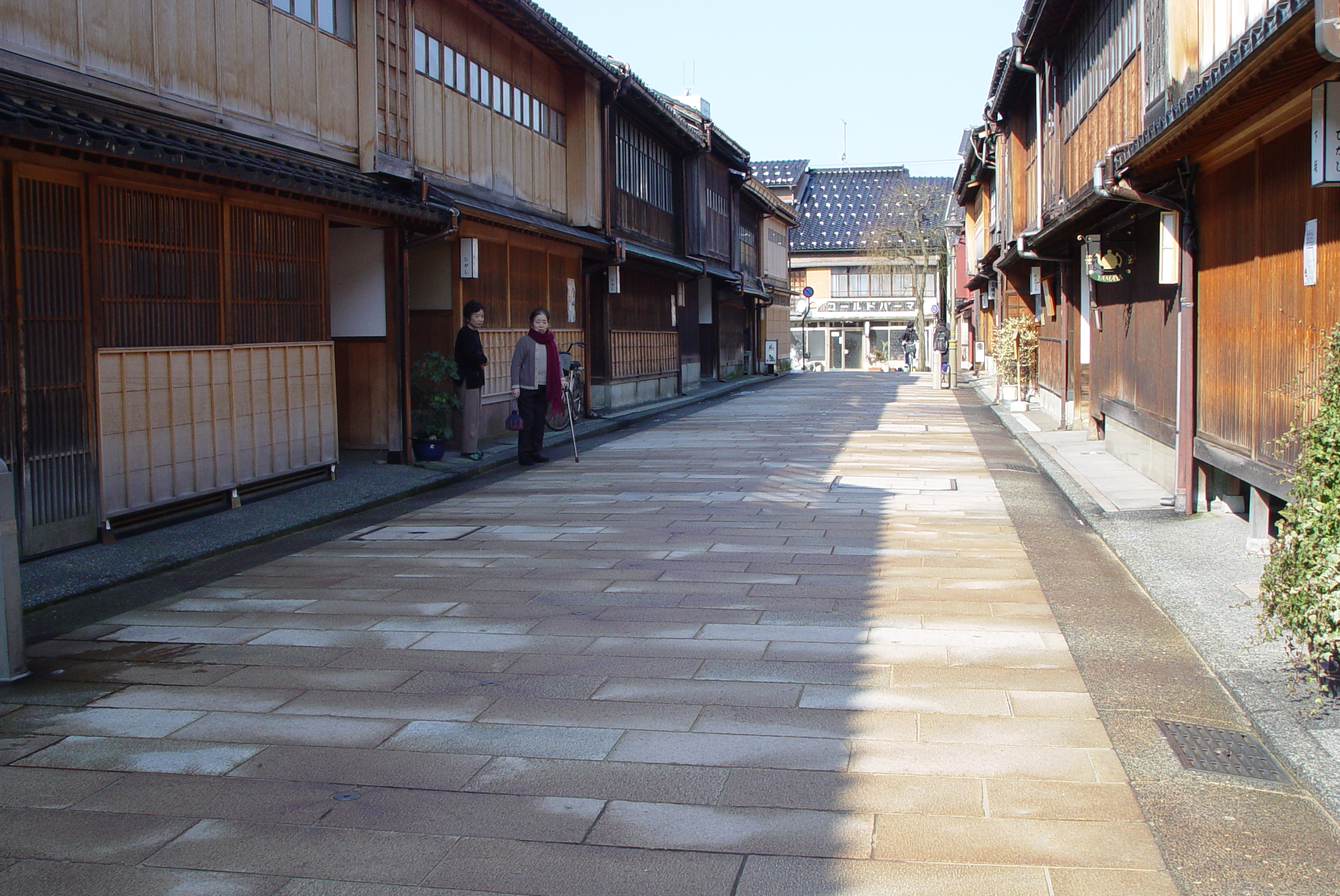
Otra vista de la calle principal de Higashiyama
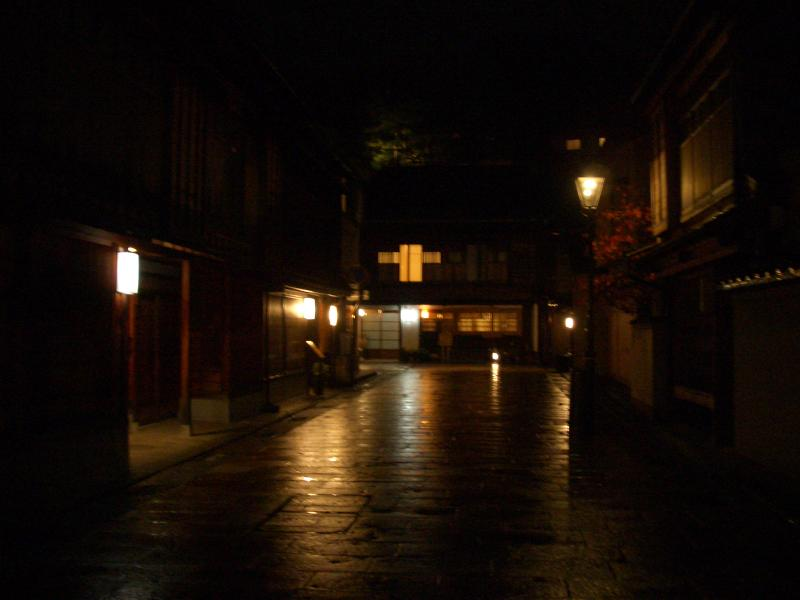
Otra vista de la calle principal de Higashiyama

- Datos: Q5897562
- Multimedia: Higashiyamahigashi / Q5897562